# Tamar Slay
Tamar Ulysses Slay, né le 2 avril 1980 à Beckley en Virginie-Occidentale, est un joueur américain de basket-ball.